# První bitva u Taipale
Boje o Taipale jsou neopominutelnou součástí bojů mezi Finskou a Rudou armádou na Karelské šíji za Zimní války. První bitva o Taipale, která byla součástí první ofenzívy Rudé armády, začala 5. prosince 1939 a skončila 29. prosince naprostým úspěchem Finů.
Taipale je řeka spojující jezero Suvanto s Ladožským jezerem. Na sever od jejího ústí do Ladogy se rozkládá vesnice téhož jména. Zde se mezi pátým a 29. prosincem odehrála první bitva u Taipale mezi finskými silami (reprezentovanými 10. pěší divizí) a invazními silami Rudé armády.

## Plány a představy stran
Z finského pohledu bylo Taipale nejsevernější částí Mannerheimovy linie, systému opevnění přehrazujícího Karelskou šíji. Vzhledem k neobyčejně těžkému terénu, nemožnosti obchvácení hlavních obranných pozic a problematické využitelností dané oblasti pro nepřátelský útok byly obranné síly v tomto sektoru poměrně malé (jediná divize v celé oblasti, na hlavní Taipalské frontě reprezentovaná jediným plukem) a opevnění lehké (celkem 10 betonových objektů, z nichž 9 tvořily zastaralé betonové bunkry vyzbrojené kulomety). Na jihu na břehu jezera Suvanto se nacházelo něco málo dalších bunkrů a zejména dvě dělostřelecké pevnosti Patoniemi a Kekinniemi. Během cvičení rezervistů a mobilizace v říjnu a listopadu 1939 byla linie vyztužena systémy dřevem zpevněných zákopů a dřevěných srubů a byly zde zbudovány úkryty pro pěchotu před dělostřeleckou přípravou. Celkově se tento úsek fronty považoval za nevýznamný a v podstatě neměl jiný účel, než krýt levé křídlo hlavních obranných pozic finské armády.
Celkově Finové předpokládali, že se Rudá armáda této pozici vyhne.
Generál Mereckov, velící invazi si vybral Taipale jako místo, kde hodlal svést první vážnější bitvu. V jeho plánech měla dva cíle:
1) odlákat větší část finských sil z oblasti Summa-Muolaa, kde hodlal provést hlavní úder (viz První bitva u Summy)
2) v případě vítězství otevřít cestu pro postup po jižním břehu Ladogy a neutralizovat finské pobřežní baterie, které zatím znemožňovaly účinnější vyloďovací operace na dlouhém pobřeží Ladožského jezera.
Fakta hovořící proti uskutečnitelnosti a smysluplnosti tohoto plánu, jako byl nevhodný terén (za finskou hlavní obrannou linií se nacházely těžko prostupné bažiny a lesy, přes které se dal pozemní útok rozvíjet jen těžko), přirozenou pevnost obranné linie a nemožnost obchvácení hlavních obranných pozic nevzal ruský velitel v potaz. Navíc vycházel z dalších nesmyslných předpokladů, jako měl být moment překvapení na jeho straně, podpora místních rudých Finů a neschopnost Finské armády klást Rudé armádě vážnější odpor, čemuž koneckonců nasvědčuje i plán, podle kterého měly první boje okolo Taipale začít už 2. prosince - účinných zdržovacích a ústupových bojů finské jednotky mezi hranicemi a Mannerheimovou linií prostě neměly být schopny, počítalo se jen s odporem elitních jednotek v klíčových úsecích Mannerheimovy linie.
Pokud však jde o bitvu u Taipale, je nutno na Mereckovovu obhajobu dodat, že zřejmě neměl ponětí o propracovanosti obrany v oblasti, neboť Finové zdejší opevnění vybudovali pod přísným utajením a pečlivě je zamaskovali. Je tedy možné, že se domníval, že tato oblast není vůbec opevněna a že její obrana bude velmi slabá. Absence významnějšího odporu finských krycích sil ve směru Taipale mohla tento názor podpořit. Každopádně útok na Taipale představuje jeden z velkých Mereckových omylů.

## Hlavní Finské pozice

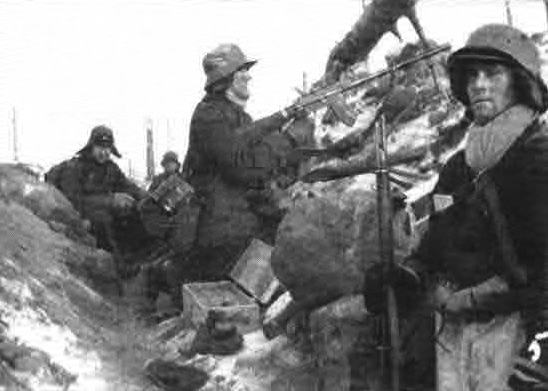
Finští vojáci v zákopech

Hlavní finské pozice nesledovaly řeku Taipale, vytvářející velký záhyb směrem na východ. Na jihu se opíraly o široké jezero Suvanto uzavřené dělostřeleckými pevnostmi a kulomety a pokračovaly nejkratší cestou napříč přes řekou obtékaný výběžek (výběžek Kukokkuniemi) až k její nejsevernějšímu úseku, který pak následovaly až k jezeru Ladoga. Okolo vsi Taipale se navíc nacházely tři pobřežní dělostřelecké baterie, z nichž dvě – Kaarnajoki a Jariseva, kryly pobřeží Ladožského jezera i hlavní obrannou pozici mezi jezerem Suvanto a Lagodou.
Mezi hranicí se SSSR a řekou Taipale se nenacházely žádné významné zdržovací a předsunuté posty a aktivita krycích sil byla v tomto směru velmi malá. Ruští historici to berou jako důkaz a součást existujícího plánu, jak nalákat Rudou armádu do nesmyslného útoku proti úseku Taipale, finští autoři to ale odmítají a absenci krycích sil vysvětlují tím, že se jednalo o méně důležitý sektor, pro jehož vykrytí prostě nebyli lidé.

## První výstřely
Když 30. listopadu Rudá armáda překračovala hranice, bylo Taipale na seznamu cílů Severovýchodní operační skupiny generála Vladimira Davidoviče Grendala, která sestávala ze 49. a 150. pěší divize. Úkoly této skupiny byly náročné. Měla nejpozději během čtyř dnů obsadit Rautu a Kiviniemi a překročit vodní linii Vuoksi - Suvanto - Taipale - Lagoda. Jenže soustředěný odpor krycích sil a místních jednotek domobrany (byť nečetných) spojený se zhoršením počasí vedl ke kolapsu na silnicích a první jednotky Rudé armády se k řece Taipale přiblížily až 5. prosince, tři dny po očekávaném a dva dny po požadovaném datu překročení řeky. V té době byl Grendal již pod velkým tlakem a proto se rozhodl vést útok přes řeku Taipale bez větší přípravy. Na druhém břehu řeky zatím zaujaly pozice obranné síly sestávající ze tří pluků 10. pěší divize. Hlavní tíhu obranných bojů měl nést 28. pěší pluk plukovníka Sihvonena. Podporu mu poskytovaly 29. pěší pluk hájící jezero Suvanto a 30. pěší pluk, který střežil pobřeží Ladogy. Tyto pluky sice podporovaly 28. pluk a poskytovaly mu jednotky a podporu při protiútocích, pokud se odehrávaly v přilehlých sektorech, nicméně stávalo se tak pouze příležitostně, neboť primární pro ně bylo plnění vlastních úkolů.

## První větší útok
6. prosince zahájily ruské síly první velký útok v oblasti Taipale na výběžek Kuokkuniemi. Útok směřující zejména proti hlavním obranným pozicím 28. pěšího pluku v oblasti vsi Neossaari a střední části výběžku Kuokkuniemi byl zahájen mohutnou dělostřeleckou přípravou, která však neměla valný efekt, a to jak díky dobrému zakopání Finů, tak zejména pro tristní výkon ruských dělostřelců, kteří míjeli původně zadané cíle až o 7 kilometrů. Předsunuté finské jednotky umístěné na ruském břehu ve vsi Neossaari nejdříve odrazily společně s domobranou první útok ruské pěchoty, ale poté, co se na bojišti objevila obrněná vozidla a nepřítel zahájil mohutné ostřelování, ves opustily a strhly za sebou most i improvizované lávky. Následný pokus Rudé armády překročit řeku v oblasti Neossaari byl odražen. Ve stejnou dobu zahájily jiné jednotky Rudé armády o síle pluku úder přímo proti výběžku a navzdory těžkým ztrátám překročily řeku Taipale v její střední části. Finské jednotky zahájily prudký protiútok, při kterém zatlačily během noci ruské jednotky zpět, ale následující den musely samy ustoupit zpět k hlavní pozici. V tuto dobu už síly Rudé armády účastnící se bojů dosáhly 4 až 5 pluků a na finské straně se do bojů zapojila kromě 28. pluku i část 30. pěšího pluku.
Oba velitelé finských pluků se po poradě s nadřízenými rozhodli, že kvůli vysokým ztrátám pro příště omezí protiútoky proti nepřátelským pozicím a budou se soustřeďovat na obranu hlavní obranné linie. Grendal si tuto změnu taktiky vyložil jako známku zhroucení nepřítele a oznámil svým nadřízeným, že v nejbližší době je připraven prolomit pozice nepřítele, pokud dostane patřičné posily. Jelikož byl zatím jediným z ruských velitelů, který dorazil až k Mannerheimově linii a Mereckov se dosud nevzdal svých plánů ohledně Taipale, byly mu promptně přislíbeny.

## Hlavní část bitvy

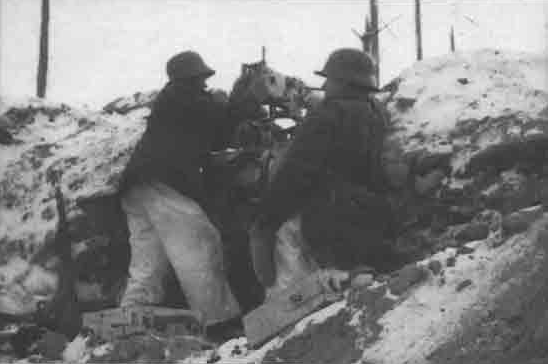
Finské kulometné stanoviště

Následovala série útoků Rudé armády, vesměs neúspěšných
- 8. prosince, poté co si opevnily předmostí, zahájily ruské síly útok. I tentokrát mu předcházela mohutná, leč nepříliš přesná dělostřelecká příprava. Finské dělostřelectvo nereagovalo, neboť nemělo dost munice a muselo jí šetřit. Ozvalo se teprve poté, co hlavní ruské síly v počtu 3-4 pluků zahájily mohutný útok a připravilo tak útočníkům strašlivé překvapení. Některé útočící jednotky byly zcela vyhlazeny. Příští den se situace opakovala. Nepřítel ztratil přes tisíc mužů a nepostoupil ani o metr.
- 10. prosince ráno zahájilo ruské dělostřelectvo mohutné ostřelování finských pozic, které s malými přestávkami (během útoků) trvalo celý týden. Jeho přesnost se však příliš nezlepšila. Ruské jednotky omezily své akce v očekávání příchodu posil.
- 11. prosince – nečekaným úderem ruských sil padla pevnůstka Alcazar. Ruské síly pronikly za jí bráněným úsekem hluboko do finských pozic, ale vzápětí nato byly protiútokem vrženy zpět.
- 12. prosince vzrostly síly namířené na Taipale na dvě divize. Nepřetržité dělostřelecké bombardování finských pozic vzrostlo do té míry, že už bylo ve dne velice obtížné provádět nějaké smysluplné operace nebo přesuny.
- 15. prosince zahájila Rudá armáda masívní útok na finské pozice po celé šíři fronty od Suvanta po Lagodu podporovaný tankovými jednotkami. Tanky postupující korytem potoka Mustaoja však musely ustoupit, neboť terén se ukázal být naprosto nevhodný. Jeden z tanků byl zničen. Neuspěl ani útok pěchoty. Okolo poledne zopakovaly ruské síly útok, výsledkem však byl naprostý debakl. Pěchota byla odražena, několik tanků proniklo finskými pozicemi, ale došlo jim palivo, načež je finské rezervní jednotky bez problémů zlikvidovaly. O dvě hodiny později zahájily ruské síly zuřivý útok proti pravému křídlu finských pozic u Kirvesmaki, byly však odraženy. Rudá armáda ztratila dalších 12 tanků a přes tisíc mužů.
- Den poté 16. prosince následovaly nové pokusy na stejných místech. Opět totální neúspěch. Ztráty Rudé armády začaly dosahovat neúnosné výše. Teploty prudce poklesly a ruští vojáci začínali mrznout. Neměli se kde ukrýt, neboť Finové spálili všechny vesnice a městečka v oblasti, které opustili. Neviditelní finští ostřelovači se pohybovali zemí nikoho a zabíjeli každého, koho zahlédli.
- Ani další den nepřinesl Rudé armádě zlepšení.
- 18. prosince provedl Grendal poslední pokus o prolomení finských pozic, opět neúspěšný.

Další akce byly odvolány a bylo rozhodnuto, že Grendal vyčká dalších posil a nových rekrutů, kteří zaplní vzniklé mezery. Další útoky na Taipale měly přijít až později a měly být součástí mnohem větší bitvy. Grendal obdržel další posily v podobě 4. divize. Pokračovalo nepřetržité bombardování finských pozic.

## Překvapení z jihu
25. prosince zahájila Rudá armáda akci, která měla Taipale dobýt z jihu. 
- 25. prosince nad ránem 4. divize prudkým útokem překročila ve sněhové bouři zamrzlé jezero Suvanto, smetla překvapené obránce v oblasti pobřeží a začala budovat předmostí v trojúhelníku Patoniemi, Volossula a Kelja. Do opevněných stanovišť okolo klíčových pevností však proniknout nedokázala.
- Současně s tímto útokem vedla Rudá armáda rušivé akce proti postavení 28. pluku na výběžku Kuokkuniemi. Sovětské dělostřelectvo zahájilo mohutnou přehradní palbu na týlové a na přístupové pozice Finů jak proti ustupujícím jednotkám, tak proti zálohám, které by se pokoušely zahájit protiútok. Odpovědí byl prudký protiútok finského 30. a 29. pluku. Zatímco 29. pluk smetl předmostí u Patoniemi, 30. zlikvidoval předmostí ve Volosule a o totéž se pokusil v Kelji, zde ale neuspěl. Nicméně bylo zjevné, že Rudá armáda nesplnila základní podmínku pro úspěch, a to navzdory obrovské snaze, značné početní převaze a výhodě překvapení nedokázala neutralizovat dělostřelecké pevnosti v Patoniemi a Kekinniemi.

- 26. prosince pokračovaly líté boje okolo Keljského předmostí. V noci z 26. na 27. prosince se je Rudá armáda naposled pokusila posílit a rozšířit.

- 27. prosince finské síly posílené 6. samostatným praporem a za účasti veškerých rezerv 10. pěší divize zahájily generální protiútok a předmostí smetly. Finové ztratili asi 300 mužů (proti více než 3000 na straně Rudé armády) a získali obrovské množství materiálu, mimo jiné 140 kulometů a 12 protitankových děl.

- 29. prosince zahájily naopak sovětské síly nový úder proti Taipale v oblasti potoka Mustaoja, postoupily o několik set metrů, ale v noci byly opět vrženy zpět.

Tímto střetem první bitva u Taipale skončila. Následoval téměř měsíc klidu, ve kterém se Rudá armáda připravovala na obnovení bojů. Po celou dobu ovšem pokračovalo bombardování oblasti sovětským dělostřelectvem a drobné střety průzkumných a přepadových jednotek.

## Zhodnocení bitvy
Celkově nelze zhodnotit celou měsíc trvající bitvu jinak, než jako finský úspěch a naprostý debakl Rudé armády. Rudá armáda nejenže ztratila obrovské množství mužů ve špatně naplánovaných útocích, aniž dosáhla postupu na vytčené cíle, ale navíc poskytla Finům nezanedbatelné množství zbraní v kořisti.
O více než tři týdny později na První bitvu u Taipale navázala Druhá bitva u Taipale.